# كأس الاتحاد الإنجليزي 1888–89
كأس الاتحاد الإنجليزي 1888–89 (بالإنجليزية: 1888–89 FA Cup)‏ هو الموسم 18 من  كأس الاتحاد الإنجليزي. أقيم بتاريخ 2 فبراير 1888، والذي يشرف على تنظيمه الاتحاد الإنجليزي لكرة القدم، وفاز فيه بريستون نورث إيند.